# Копальня М'Зайта
Копальня М'Зайта – колишнє гірничодобувне підприємство на півночі Алжиру.
В 1912 році компанія Compagnie minière du M’Zaïta виграла торги на право розробки родовища М'Зайта, запаси якого оцінювались у 35 млн тон. Розробку планувалось почати вже наступного року.
Оскільки середня глибина залягання фосфоритоносного пласта на М'Зайта становить біля 150 метрів, видобуток вели підземним способом. Далі руда спускалась зі схилу по канатній дорозі протяжністю 8 км до дробильно-сортувального цеху, після чого транспортувалась залізницею на відстань 190 км до порту Бужи (наразі Беджайя). Щоб отримати доступ до залізниці власнику копальні було потрібно прокласти гілку завдовжки 13 км.
Потужність дробильно-сортувального цеху становила 200 тисяч тон на рік із модливістю збільшення удвічі, при цьому в 1913-му вдалось відправити споживачам 90 тисяч тон. Мобілізація французьких працівників після початку Першої світової війни мала сильний негативний вплив на чимало алжирських копалень, так, в 1914-му з М'Зайта відправили 44 тисячі тон, а в 1915 – 1916 роках роботи взагалі не велись. В 1917 та 1918 роках видобуток відновили, проте відправили лише 30 та 25 тисяч тон відповідно, а у два наступні роки цей показник становив 19 та 20 тисяч тон.
В 1920-х виробництво у М'Зайті стало рости і становило 70 тисяч тон в 1921-му, 59 тисяч тон в 1922-му, а в якийсь момент досягнуло 150 тисяч тон.
Світова економічна криза мала сильний вплив і на копальню у М'Зайті, тому після 105 тисяч тон в 1929-му копальня в 1930-му видобула лише 67 тисяч тон.
Діяльність копальні продовжувалась понад чотири десятки років. В 1954 та 1955 роках видобули відповідно 104 та 91 тисяча тон вдіповідно. На цей час на діяльність підприємства почали негативно впливати низький вміст корисного компоненту та висока собівартість і в 1957-му копальню М'Зайта закрили (можливо відзначити, що з 1956-го власник копальні організував видоубток в Беніні).